# 金井勇太
金井 勇太（かない ゆうた、1985年4月24日 - ）は、日本の俳優。血液型はO型。身長173cm。テアトル・ド・ポッシュ所属。

## 来歴
東京都福生市出身。1998年、映画『ズッコケ三人組 怪盗X物語』の一般公募オーディションに合格し、主役デビュー。
2000年、山田洋次監督映画『十五才 学校IV』の主役に抜擢（）される。
特技はベース、ギター、ドラム、民族楽器等の演奏で、映画『さよなら、クロ』『69 sixty nine』『イキガミ』でギター演奏、『ニライカナイからの手紙』では三線演奏を披露している。
2012年末に入籍したことを自らのブログで発表した。2013年6月17日には男児が誕生、2018年6月1日には第二子が誕生したことをTwitterで発表した。
2017年1月1日にクローバーとのマネージメント契約の解約を発表。
2017年6月23日にテアトル・ド・ポッシュへの所属を発表。
2025年6月10日、脳梗塞と診断されたことを公表し、出演が予定されていた舞台『揺れるはざまのトラベラーズ』を降板することを明らかにした。

## 出演

### 映画
- ズッコケ三人組 怪盗X物語（1998年） - ハカセ 役 ※主演
- 十五才 学校IV（2000年） - 川島大介 役 ※主演
- 青空へシュート!（2001年）
- さよなら、クロ（2003年） - 森下賢治 役
- 69 sixty nine（2004年） - 岩瀬学（イワセ） 役
- Jam Films S 「Tuesday」（2005年） - ELEVATOR 役
- 北の零年（2005年） - 川久保平太 役
- ニライカナイからの手紙（2005年） - 内盛海司 役
- スクールデイズ（2005年） - 佐治 役
- カミュなんて知らない（2006年） - 中根 役
- 9/10 ジュウブンノキュウ（2006年） - 豊臣賢 役
- 夕凪の街 桜の国（2007年） - 石川凪生 役
- グミ・チョコレート・パイン（2007年） - タクオ（小久保多久夫） 役
- 結婚しようよ（2008年） - 木村充 役
- L change the WorLd（2008年） - 吉沢保 役
- 《a》symmetry アシンメトリー（2008年）
- トワイライトシンドローム デッドゴーランド（2008年） - ショウ 役
- イキガミ（2008年） - 田辺翼 役
- カムイ外伝（2009年） - 吉人 役
- 人の砂漠「おばあさんが死んだ」（2010年） - 蛭間 役
- 8ミリメートル（2010年） - 筑紫春夫 役 ※主演
- 告白（2010年） - 教授の教え子 役
- ハナミズキ（2010年） - 大野 役
- 君に届け（2010年） - 城ノ内宗一 役
- 東京難民（2014年） - 軽部 役
- 64-ロクヨン- 前編 / 後編（2016年） - 蔵前 役
- ゾウを撫でる（2017年） - 高樹圭介 役
- ジョニーの休日（2017年） - ジョニー 役 ※主演
- 光と禿（2017年） - バンドマン 役
- ユリゴコロ（2017年） - 山口 役
- 王様の選択（2018年） - 川口 役
- JK☆ROCK（2019年） - 種田 役
- 林檎は木の近くに落ちる（2019年） - 葬儀屋 役
- 空母いぶき（2019年） - 井上明信 役[8]
- Fukushima 50（2020年） - 宮本浩二 役[9]
- 銃 2020（2020年） - サラリーマン風の中年男 役
- サイレント・トーキョー（2020年） - 高沢雅也 役[10]
- 大綱引の恋（2020年鹿児島先行公開、2021年全国公開） - 竹之内俊郎 役
- 劇場版 美しい彼〜eternal〜（2023年4月7日、カルチュア・パブリッシャーズ） - 菅 役
- 風よ あらしよ 劇場版（2024年2月9日、太秦） - 和田久太郎 役[11]
- ラストマイル（2024年8月23日、東宝） - 糸巻貴志 役[12][13]
- あるいは、ユートピア（2024年11月16日、レプロエンタテインメント）[14]
- てっぺんの向こうにあなたがいる（2025年10月31日公開予定、キノフィルムズ）[15]

### テレビドラマ
- ウルトラシリーズ
  - ウルトラマンダイナ 第27話「怪獣ゲーム」（1998年3月14日、TBS） - 太一少年 役
  - ウルトラマンブレーザー 第22話「ソンポヒーロー」（2023年12月16日、テレビ東京） - スズキテツオ 役
- 水曜シリーズドラマ 島に来んさい〜広島・蒲刈（1998年7月15日、NHK総合） - 入江佑樹 役
- 花王 愛の劇場 家族になろうよ!（1999年2月1日 - 3月19日、TBS） - 小島隆行 役
- 土曜ワイド劇場（テレビ朝日）
  - 捜査検事・右近誠の殺人調書（2000年12月9日） - 高杉和也 役
  - 遺品の声を聴く男(5)（2014年6月21日、ABC） - 本島弘人 役
- 聖夜の肖像（2001年12月23日、BS-i） - 島崎アキラ 役
- 母の告白 第4話 - 最終話（2002年1月10日 - 3月29日、東海テレビ・フジテレビ系） - 高辻郁夫 役
- 山田太一ドラマスペシャル2002 旅の途中で（2002年10月26日、中部日本放送・TBS系） - 春日俊也 役
- こちら本池上署4 第5話（2004年11月15日、TBS） - 杉原巧 役
- 危険なアネキ（2005年10月17日 - 12月19日、フジテレビ） - 矢沢俊也 役
- 医龍-Team Medical Dragon- 第5話・第6話（2006年5月11日・18日、フジテレビ） - 奈良橋伸吾 役
- 土曜プレミアム（フジテレビ）
  - 死亡推定時刻（2006年9月9日） - 小林昭二 役
  - 戦場のメロディ（2009年9月12日） - 死刑囚・伊藤正康 役
- ドラマ24（テレビ東京）
  - Xenos 見知らぬ人（2007年1月13日 - 3月31日） - 青木俊彦 役
  - トラブルマン EPISODE-3、EPISODE-9、EPISODE-12（2010年4月24日、6月12日、7月10日） - 山下コウジ 役
- スロースタート（2007年1月27日・2月3日、NHK総合） - 前田信吾 役
- 牛に願いを Love&Farm 第1話・第2話（2007年7月10日・17日、関西テレビ・フジテレビ系） - 志村 役
- トリハダ2〜夜ふかしのあなたにゾクッとする話を「ネック」（2007年9月28日、フジテレビ） - 下山隼人 役
- 木曜時代劇「風の果て」 第5話（2007年11月15日、NHK総合） - 田口半平 役
- コード・ブルー -ドクターヘリ緊急救命- 第4話（2008年7月24日、フジテレビ） - 飯田敏夫 役
- 告知せず（2008年11月15日、テレビ朝日） - 三浦直樹 役
- 月曜ゴールデン（TBS）
  - 西村京太郎サスペンス 探偵 左文字進13（2009年1月5日） - 彩田一馬 役
  - 上条麗子の事件推理10（2012年10月29日） - 星野亘 役
  - 駅弁刑事・神保徳之助8（2014年5月5日） - 坂口真一 役
  - 税務調査官・窓際太郎の事件簿27（2014年7月28日） - 鈴木栄太 役
- おみやさん（テレビ朝日）
  - 第6シリーズ 最終話（2009年3月19日） - 野田健一 役
  - 第8シリーズ 第6話（2011年6月2日） - 宮田啓介 役
- BOSS CASE3（2009年4月30日、フジテレビ） - 金田俊彦 役
- ザ・クイズショウ 第3話（2009年5月2日、日本テレビ） - 高橋一 役
- 24時間テレビドラマスペシャル にぃにのことを忘れないで（2009年8月29日、日本テレビ）
- スペシャルドラマ 父よ、あなたはえらかった〜1969年のオヤジと僕（2009年11月16日、TBS） - 道場敏彦 役
- 相棒（テレビ朝日）
  - season 8 第17話「怪しい隣人」（2010年2月24日） - 奥村光良 役
  - season 10 第14話「悪友」（2012年2月1日） - 奥村光良 役
- チーム・バチスタ2 ジェネラル・ルージュの凱旋 episode 2（2010年4月13日、関西テレビ・フジテレビ系） - 菅原誠 役
- 絶対零度〜未解決事件特命捜査〜 Case. 4（2010年5月4日、フジテレビ） - 水木丈太郎 役
- ギルティ 悪魔と契約した女 第1話・第2話、第6話 - 第8話（2010年10月12日・19日、11月16日 - 30日、関西テレビ・フジテレビ系） - 溝口猛 役
- パーフェクト・リポート 第2話（2010年10月24日、フジテレビ） - 三田幸生 役
- 大河ドラマ（NHK）
  - 江〜姫たちの戦国〜 第2話、第4話、第7話 - 第11話（2011年1月16日、1月30日、2月20日 - 3月27日） - 織田信孝 役
  - 青天を衝け 第11回 - （2021年4月25日 - ） - 三条実美 役[16]
- 迷子（2011年2月19日、NHK総合） - 相田雅夫 役
- グッドライフ〜ありがとう、パパ。さよなら〜 第1話・第2話、第4話（2011年4月19日・26日、5月10日、関西テレビ・フジテレビ系） - 児島賢哉 役
- アスコーマーチ〜明日香工業高校物語〜（2011年4月24日 - 7月3日、テレビ朝日） - 村井一 役
- 謎解きはディナーのあとで 第6話（2011年11月22日、フジテレビ） - 寺岡裕二 役
- らんま1/2（2011年12月9日、日本テレビ） - 五寸釘光 役
- 開拓者たち（2012年1月1日 - 22日、NHK BSプレミアム） - 今野力 役
- 恋愛検定 第1話（2012年6月3日、NHK BSプレミアム） - 並木信 役
- 欽ちゃんの初恋（2012年8月19日、[NHK BSプレミアム） - 萩本欽一 役 ※主演
- 浪花少年探偵団 第10話（2012年9月3日、TBS） - 酒井直継 役
- D×TOWN 第六弾「痕跡や」 第1話・最終話（2012年9月8日・29日、テレビ東京） - 森川圭太 役
- 水曜ミステリー9（テレビ東京）
  - 刑事吉永誠一 涙の事件簿10 沈黙の宴（2012年10月17日） - 新倉一平 役
  - 温泉女将ふたりの事件簿2 日光鬼怒川殺人ライン（2013年1月30日） - 平井俊介 役
- メイドインジャパン（2013年1月26日 - 2月9日、NHK総合） - 根来翔一 役
- 妻は、くノ一（2013年4月5日 - 5月24日、NHK BSプレミアム） - 奥寺勘兵衛 役
  - 妻は、くノ一 〜最終章〜（2014年5月23日 - 6月20日）
- 二夜連続スペシャルドラマ 女信長（2013年4月5日・6日、フジテレビ） - 蜂須賀小六 役
- 確証〜警視庁捜査3課 第9話（2013年6月10日、TBS） - 下田和也 役
- 京都地検の女 第9シリーズ 第4話（2013年8月15日、テレビ朝日） - 本田英一 役
- 町医者ジャンボ!! 第7話・第8話（2013年8月15日・22日、読売テレビ・日本テレビ系） - 百田哲夫 役
- 実験刑事トトリ2 第4話（2013年11月2日、NHK総合） - 池山隼人 役
- ダンダリン 労働基準監督官 第10話・最終話（2013年12月4日・11日、日本テレビ） - 岸本義明 役
- 足尾から来た女 後編（2014年1月25日、NHK総合） - 高木 役
- 科捜研の女（テレビ朝日）
  - season13 第14話（2014年2月27日） - 向井真哉 役
  - season18 第1話（2018年10月18日） - 西浩正 役
  - season23 最終話（2023年10月4日） - 板東亮太 役
- ドラマW 埋もれる（2014年3月16日、WOWOW） - 高橋光一 役
- BORDER 警視庁捜査一課殺人犯捜査第4係 第3話（2014年4月24日、テレビ朝日） - 西本勇治 役
- HERO 第2話（2014年7月21日、フジテレビ） - 東武生 役
- 連続テレビ小説（NHK）
  - 花子とアン 第123話 - 最終話（2014年8月20日 - 9月27日） - 益田旭 役
  - まんぷく 第80話 - 第91話（2019年1月7日 - 19日） - 織田島正 役
- GTO 第10話（2014年9月9日、関西テレビ・フジテレビ系） - 沢村功也 役
- 銭の戦争 第2話・第4話（2015年1月13日・27日、関西テレビ・フジテレビ系） - 緑川信二 役
- テレビ東京開局50周年特別企画 永遠の0 第2夜（2015年2月14日、テレビ東京） - 谷川正夫 役
- DOCTORS3 最強の名医 第7話 - 最終話（2015年2月19日 - 3月5日、テレビ朝日） - 淵森拓郎 役
- 金曜ロードSHOW!特別ドラマ企画 結婚に一番近くて遠い女（2015年3月6日、日本テレビ） - 新郎 役
- 三匹のおっさん2〜正義の味方、ふたたび!!〜 第3話（2015年5月8日、テレビ東京） - 菅野陽介 役
- 連続企業爆破テロ 40年目の真実（2015年5月22日、フジテレビ系） - 大道寺将司 役
- 最強のふたり〜京都府警 特別捜査班〜 第2話（2015年7月23日、テレビ朝日） - 御園勇樹 役
- 日曜エンターテインメント 所轄魂（2015年9月20日、テレビ朝日） - 幸田正徳 役
- 青春探偵ハルヤ〜大人の悪を許さない!〜 第1話・第2話（2015年10月15日・22日、読売テレビ・日本テレビ系） - 尾上貴浩 役
- スペシャリスト 第2話（2016年1月21日、テレビ朝日） - 境野光朗 役
- 警視庁ゼロ係〜生活安全課なんでも相談室〜 第5話（2016年2月12日、テレビ東京） - 太田文平 役
- 刑事7人（テレビ朝日）
  - 刑事7人 第2シリーズ 第1話（2016年7月13日） - 飛駒英太 役
  - 刑事7人 SEASON5 第8話（2019年9月4日） - 一戸琢也 役
- 幸せなら手をたたこう〜名曲誕生の知られざる物語〜（2016年7月31日、NHK BS1） - 坂本九 役
- 子連れ信兵衛2 第3話（2016年11月25日、NHK BSプレミアム） - 捨五郎 役
- 鬼平外伝 最終章 四度目の女房（2016年10月9日、BSスカパー! / 12月10日、時代劇専門チャンネル） - 留三 役
- 人形佐七捕物帳 第5話（2016年12月6日、BSジャパン） - 留吉 役
- 連続ドラマW（WOWOW）
  - 楽園（2017年1月8日 - 2月12日）
  - 闇の伴走者〜編集長の条件（2018年3月31日 - 4月28日） - 武井隼人 役
  - コールドケース2 ～真実の扉～ 第5話（2018年11月10日） - 森山賢治 役
  - 鉄の骨（2020年4月18日 - 5月16日） - 埜村 役
  - 太陽は動かない -THE ECLIPSE-（2020年5月24日 - 6月28日） - 重盛 役[17]
  - トッカイ 〜不良債権特別回収部〜 最終話（2021年4月4日）
  - だから殺せなかった （2022年1月9日 - 2月6日） - 大熊良太 役
- 三屋清左衛門残日録 完結篇（2017年2月11日、BSフジ / 6月17日、BSスカパー!） - 金井祐之進 役
- 貴族探偵 第5話・第6話（2017年5月15日・22日、フジテレビ） - 水口佳史 役
- あいの結婚相談所 第3話（2017年8月11日、テレビ朝日） - 奈良一雄 役
- 月曜名作劇場 西村京太郎サスペンス 十津川警部シリーズ4 愛と裏切りの伯備線（2017年10月16日、TBS） - 遠野卓也 役
- 池波正太郎時代劇スペシャル「雨の首ふり坂」（2018年1月8日、J:COMプレミアチャンネル / 7月21日、時代劇専門チャンネル） - 若き日の半蔵 役
- 大岡越前4 最終話（2018年3月2日、NHK BSプレミアム） - 又平 役
- ミッドナイト・ジャーナル 消えた誘拐犯を追え!七年目の真実（2018年3月30日、テレビ東京） - 中島 役
- ヘッドハンター 第4話（2018年5月7日、テレビ東京） - 松原三郎 役
- 記憶 第8話 - 第10話（2018年5月9日 - 23日、フジテレビNEXT / J:COM） - 荒井一馬 役
- 花へんろ 特別編「春子の人形」〜脚本家・早坂暁がうつくしむ人〜（2018年8月4日、NHK BSプレミアム） - 井沢大尉 役
- 透明なゆりかご 最終話（2018年9月21日、NHK総合） - 辻村拓郎 役
- 獣になれない私たち 第4話、第7話、最終話（2018年10月31日、11月21日、12月12日、日本テレビ） - 花井拓馬 役
- 立花登青春手控え3 最終話（2018年12月21日、NHK BSプレミアム） - 兼吉 役
- 記憶捜査〜新宿東署事件ファイル〜 第1話・最終話（2019年1月18日・3月1日、テレビ東京） - 田沼行雄 役
- モンローが死んだ日 第3回・最終回（2019年1月20日・27日、NHK BSプレミアム） - 若宮温人 役
- ドラマスペシャル 死命〜刑事のタイムリミット〜（2019年5月19日、テレビ朝日） - 高木庄司 役
- わたし、定時で帰ります。 第7話 - 最終話（2019年6月4日 - 25日、TBS） - 牛松翔 役
- 木曜ミステリースペシャル 人類学者・岬久美子の殺人鑑定（2019年6月27日、テレビ朝日） - 青嶋光留 役
- リーガル・ハート 〜いのちの再建弁護士〜 第1話（2019年7月22日、テレビ東京） - 浅井 役
- W県警の悲劇 第4話（2019年8月17日、BSテレ東） - 三宅豊 役
- モトカレマニア 第3話（2019年10月31日、フジテレビ） - 花澤健司 役
- トップナイフ-天才脳外科医の条件- 第3話（2020年1月25日、日本テレビ） - 赤坂健次郎 役
- アリバイ崩し承ります 第2話（2020年2月8日、テレビ朝日） - 浜沢安嵐 役
- 逆転弁護士・水木邦夫〜声なき叫び〜（2020年3月9日、TBS） - 加田勇作 役
- 特捜9 season3 第2話（2020年4月15日、テレビ朝日） - 寺川秀介 役
- 今野敏サスペンス 機捜235（2020年4月24日、テレビ東京） - 鈴木剛 役[18]
- 行列の女神～らーめん才遊記～ 6杯目（2020年5月25日、テレビ東京） - 牧原弘貴 役[19]
- MIU404（2020年6月26日 - 9月4日、TBS） - 糸巻貴志 役[20]
- 警視庁・捜査一課長2020 第15話（2020年8月27日、テレビ朝日） - 筑紫大洋 役
- 七人の秘書 第4話（2020年11月12日、テレビ朝日） - 山根幸四郎 役
- テレビ朝日開局60周年記念 2夜連続ドラマスペシャル「逃亡者」（2020年12月5日・6日、テレビ朝日） - 大牟田哲也 役
- 君と世界が終わる日に Season1 第3話・第4話（2021年1月31日・2月7日、日本テレビ） - 三角 役
- イチケイのカラス 第2話（2021年4月12日、フジテレビ） - 足達克己 役
- 半径5メートル 第5話（2021年5月28日、NHK総合） - 上野智治 役
- 月曜プレミア8 さすらい署長 風間昭平 15（2022年1月24日、テレビ東京） - 川谷 役[21]
- 駐在刑事 Season3 第4話（2022年2月4日、テレビ東京） - 白石喜与彦 役
- 邪神の天秤　公安分析班 第2話 - 最終話(2022年2月20日 - 4月17日、WOWOW) - 小田桐卓也 役
- 風よあらしよ　 (2022年3月31日、NHK) - 和田久太郎 役
- 元彼の遺言状 第9話・第10話（2022年6月6日・13日、フジテレビ） - 瀬戸 役
- 今度生まれたら 第5話（2022年6月12日、NHK BSプレミアム・NHK BS4K） - 荻野武 役
- クロサギ（2022年10月21日 - 12月23日、TBS） - 垣根 役[22]
- テレビとはあついものなり〜放送70年TV創世記〜（2023年3月21日、NHK総合） - 小津 役
- 風間公親-教場0- 第9話（2023年6月5日、フジテレビ） - 加茂田亮 役[23]
- 育休刑事 第8話（2023年6月6日、NHK総合・NHK BS4K） - 安村秀雄 役
- 離婚弁護士 スパイダー〜慰謝料争奪編〜 第7話・最終話（2024年11月16日・23日、日本テレビ） - 川島 役[24]
- 未恋〜かくれぼっちたち〜（2025年1月10日 - 3月14日、関西テレビ・フジテレビ） - 堂島貞一 役[25]

### 配信ドラマ
- 8ミリメートル（2009年10月14日 - 11月11日、DOR@MO） - 筑紫春夫 役 ※主演
- I LOVE YOU 第3話「Sidewalk Talk」（2013年7月18日、UULA） - 僕 役
- 雨が降ると君は優しい 第2話（2017年9月16日、Hulu） - ジョージ君 役
- 特命係長 只野仁 AbemaTVオリジナル2 第50話（2018年1月2日、AbemaTV） - 野沢 役
- Jimmy〜アホみたいなホンマの話〜（2018年7月20日、Netflix） - 島田紳助 役

### テレビCM
- au by KDDI 「学割」（2001年3月15日 - ）
- NTTドコモ 「ひとりでも割」〜ひとりのために篇〜（2007年11月8日 - 2008年3月7日）
- セキスイハイム 「ウェディング篇」 / 「未来が来た篇」（2011年10月28日 - ） 「みらいおんムギュー篇」（2012年10月27日 - 2013年4月26日）
- ジョブセンス 「ジョブせんすけ篇」（2014年2月24日 - 8月23日）
- 資生堂 ワタシプラス 「市役所の恋篇」（2014年5月24日 - 2015年5月23日）
- 三井のリハウス 「娘の出産篇」 / 「～リハウスしたから～篇」（2020年1月 - ）

### ナレーション
- 全日空 「企業・歩く大人篇」（2003年4月 - ）
- にんげんドキュメント シャーラ船と15歳の夏～島根・隠岐～（2004年9月10日、NHK総合）
- 東北Z「中国企業と生き残る 世界一を目指す工場長の挑戦」（2012年11月16日、NHK総合〈東北〉）
- 100分de名著「罪と罰」（2013年12月4日 - 25日、NHK Eテレ） - 朗読

### テレビ番組
- 週刊ブックレビュー (2009年 - 2010年、NHK BS2)　- 司会アシスタント・ナレーション
- 逃走中2013〜新浦島太郎物語・玉手箱と乙姫の罠〜（2013年4月14日、フジテレビ） - 浦島太郎 役
- 英雄たちの選択スペシャル 百人一首〜藤原定家 三十一文字の革命〜（2020年1月4日、NHK BSプレミアム） - 九条道家 役
- 戦国炒飯TV 第十六話 戦国武将がよく来るキャバクラ 第六話（2020年11月15日、TOKYO MX・BS11ほか） - 鳥居強右衛門 役[26]

### 舞台
- 「銀河鉄道の夜」（2001年7月、東京芸術劇場中ホール、脚本・演出：ルー・ジェイコブ） - ジョバンニの影 役
- PROPAGANDA STAGE 「サマーデイズ」（2003年7月、東京芸術劇場小ホール1、脚本・演出：砂川仁成） - 磯村和樹 役 ※主演
- 「黒部の太陽」（2008年10月、梅田芸術劇場メインホール、脚本・演出：佐々部清） - 川村修二 役
- KERA・MAP#005「あれから」（2008年12月、世田谷パブリックシアター、脚本・演出：ケラリーノ・サンドロヴィッチ） - ピザ 役 / ジンタ 役
- シアターコクーン・オンレパートリー2015 「青い瞳」（2015年11月、シアターコクーン、脚本・演出：岩松了） - マコト 役
- 「それいゆ」（2016年5月、梅田芸術劇場シアター・ドラマシティ / 6月、Zeppブルーシアター六本木、脚本：古家和尚 / 演出：木村淳） - 五味喜助 役
  - 「それいゆ」（2017年4月、サンシャイン劇場 / 北九州芸術劇場・中劇場 / 新神戸オリエンタル劇場）
- 劇団TEAM-ODAC第29回本公演「HOME〜いつか帰るよ、僕だけのHOME〜」（2018年5月9日 - 14日、紀伊國屋ホール、脚本・演出：笠原哲平） - マサ 役[27]
- sereal number 05「all my sons」（2020年10月、シアタートラム、作：アーサー・ミラー / 翻訳・演出：詩森ろば） - ジョージ・ディーバー 役
- FOCUS〜アップデート〜（2022年9月17日 - 18日〈予定〉、銀座ブロッサム / 11月18日 - 19日〈予定〉、COOL JAPAN PARK OSAKA TTホール、脚本：樫田正剛 / 振付・演出：大西大輔 / 振付・監修：大竹辰郎）[28]
- ミュージカル「トッツィー」（2024年1月10日 - 30日、日生劇場 / 2月5日 - 19日、梅田芸術劇場メインホール / 2月24日 - 3月3日、御園座 / 3月8日 - 24日、博多座 / 3月29日・30日、岡山芸術創造劇場、脚本：ロバート・ホーン / 振付・演出：デイヴ・ソロモン） - ジェフ・スレーター 役[29]
- ミュージカル「昭和元禄落語心中」（2025年2月28日 - 3月22日、東急シアターオーブ / 3月29日 - 4月7日、フェスティバルホール / 4月14日 - 23日、福岡市民ホール、脚本・演出：小池修一郎） - 松田 役[30]

#### 降板
- 舞台「揺れるはざまのトラベラーズ」（2025年6月4日 - 8日、COOL JAPAN PARK OSAKA WWホール / 6月11日 - 17日、ヒューリックホール東京、脚本：須貝英 / 演出：中本吉成）[31]※脳梗塞により降板[7]

### ラジオドラマ
- 岩井俊二プロデュース円都通信 ラジオドラマ第14回作品「東京安息日」（2006年4月29日 - 7月15日、JFN系） - 藤平直人 役
- FMシアター 劇作家シリーズ「90日の過ごし方〜マルオ・ラスト・デイズ〜」（2008年3月15日、NHK-FM） - マルオ 役 ※主演

## 受賞歴
- 第24回日本アカデミー賞 新人俳優賞
- 第10回日本映画批評家大賞 新人賞[32]
- 第18回 高崎映画祭 最優秀新人男優賞